# Liste von Terroranschlägen in Sierra Leone
Die Liste von Terroranschlägen in Sierra Leone beinhaltet eine Übersicht über im westafrikanischen Sierra Leone geschehene Terroranschläge. Sie führt besonders schwere Terroranschläge mit mindestens 20 Toten und/oder 20 Verletzten auf.

## Erläuterung
In der Spalte Politische Ausrichtung ist die politische bzw. weltanschauliche Einordnung der Täter angegeben: faschistisch, rassistisch, nationalistisch, nationalsozialistisch, sozialistisch, kommunistisch, antiimperialistisch, islamistisch (schiitisch, sunnitisch, deobandisch, salafistisch, wahhabitisch), hinduistisch. Bei vorrangig auf staatliche Unabhängigkeit oder Autonomie zielender Ausrichtung ist autonomistisch vorangestellt, gefolgt von der Region oder der Volksgruppe und ggf. weiteren Merkmalen der Täter: armenisch, irisch (katholisch), kurdisch, tirolisch, tschetschenisch, dagestanisch, punjabisch (sikhistisch), palästinensisch.
Die Opferzahlen der Anschläge werden farbig dargestellt:

## Liste
| Datum/Beginn       | Ort/Provinz                 | Artikel Belege                                     | Täter          | Politische Ausrichtung | Mittel                                 | Ziel                 | Tote | Verletzte | Hintergrund                 |
| ------------------ | --------------------------- | -------------------------------------------------- | -------------- | ---------------------- | -------------------------------------- | -------------------- | ---- | --------- | --------------------------- |
| 16. April 1991     | Southern Province           | [ 1 ]                                              | NPFL           |                        | Automatische Schusswaffe(n)            | Militäreinheit       | 100  |           | Bürgerkrieg in Sierra Leone |
| 29. Mai 1991       | Kenema                      | [ 2 ]                                              | NPFL           |                        | Automatische Schusswaffe(n)            | Militäreinheit       | 20   |           | Bürgerkrieg in Sierra Leone |
| 30. April 1994     | Southern Province           | [ 3 ]                                              | RUF            | nationalistisch        | Automatische Schusswaffe(n)            | Dorf                 | 35   |           | Bürgerkrieg in Sierra Leone |
| 29. Juni 1994      | Southern Province           | [ 4 ]                                              | RUF            | nationalistisch        | Automatische Schusswaffe(n)            | Dorf                 | 60   |           | Bürgerkrieg in Sierra Leone |
| 09. September 1994 | Bo                          | [ 5 ]                                              | Rebellen       |                        | Panzerfaust                            | Zivilisten           | 40   |           | Bürgerkrieg in Sierra Leone |
| 27. Oktober 1994   | Kambia                      | [ 6 ]                                              | RUF            | nationalistisch        | Panzerfäuste                           | Militärkonvoi        | 32   |           | Bürgerkrieg in Sierra Leone |
| 19. Februar 1996   | Moyamba                     | [ 7 ]                                              |                |                        | Schusswaffen                           | Bauern               | 22   | 5         | Bürgerkrieg in Sierra Leone |
| 17. Oktober 1996   | Tonkolili                   | [ 8 ]                                              |                |                        | Schusswaffen                           | Krankenhaus          | 36   |           | Bürgerkrieg in Sierra Leone |
| 07. Oktober 1998   | Northern Province           | [ 9 ]                                              | vermutlich RUF | nationalistisch        | Schuss- und Stichwaffen, Brandstiftung | Soldaten, Zivilisten | 28   | 7         | Bürgerkrieg in Sierra Leone |
| 08. November 1998  | Gbendembu, Bombali-Distrikt | Terroranschlag in Sierra Leone am 8. November 1998 | vermutlich RUF | nationalistisch        | Schuss- und Stichwaffen                | Zivilisten           | 100+ |           | Bürgerkrieg in Sierra Leone |
| 09. November 1998  | Northern Province           | [ 11 ]                                             |                |                        | Stichwaffe(n)                          | Zivilisten           | 96   | 12        | Bürgerkrieg in Sierra Leone |